# استمه اس۶
استمه اس۶ (به انگلیسی: Stemme_S6) یک هواگرد ملخ‌پیشین تک‌موتوره از نوع گلایدر موتوری ساخت شرکت Stemme AG است. هواگرد استمه اس۶ نخستین پروازش را در ۲۰۰۶ میلادی انجام داد. در مجموع، تعداد 18  فروند از این هواگرد ساخته شده‌است.